# 阿陶羅島彎線䲁
阿陶羅島彎線䲁（學名：Helcogramma atauroensis），為輻鰭魚綱䲁形目三鰭䲁科彎線䲁屬的一個種，由Ronald Frick和 Mark V Erdmann於2017年描述，分布於西太平洋東帝汶海域，深度可達3公尺，體長可達3.2公分，棲息在礁石區，以藻類為食，雌魚產附著性卵在藻類築的巢，雄魚會守護卵，幼魚為浮游性，生活習性不明。